# Wolfgang Georg Fischer
Wolfgang Georg Fischer (* 24. Oktober 1933 in Wien; † 23. September 2021 in Wien) war ein österreichischer Schriftsteller und Kunstexperte mit dem Spezialgebiet: Die Wiener Klassische Moderne mit Klimt, Kokoschka und Schiele.

## Biografie
Fischers Eltern waren der Buchhändler und Verleger Heinrich Robert Fischer (Buchhandlung Frick, Graben 27, 1010 Wien) und Martha, geborene Hölzl. Sie war die Tochter des sozialdemokratischen Abgeordneten Anton Hölzl, der im Parlament der Ersten Republik für den Wiener Wahlbezirk Wien Südost vertreten war. Sein väterlicher Großvater Georg Fischer war Vertrauensanwalt der mosaischen Kaufmannschaft.
Fischer wuchs im Ringstraßenhaus Schottenring 35 (wo sich die Rechtsanwaltskanzlei Georg Fischer, Robert Fischer und Josef Rochlitzer befand) und im Villenvorort Pötzleinsdorf auf. 1938, nach dem Anschluss Österreichs, emigrierte die Familie auf Grund der jüdischen Herkunft des Vaters zunächst nach Jugoslawien.
Fischer kehrte 1940 mit seiner Mutter nach Wien zurück. Nachdem er das Realgymnasium absolviert hatte, studierte er Kunstgeschichte und Archäologie an der Universität Wien, der Universität Freiburg im Breisgau und in Paris. 1961 promovierte er zum Dr. phil. mit einer Dissertation über den französischen Maler des 17. Jahrhunderts Claude Vignon. Es folgten von 1961 bis 1963 eine Lehrtätigkeit an der Harvard University in Cambridge (Massachusetts) und am Smith College in Northampton (Massachusetts). Ab 1963 lebte Fischer in London, wo er Mitarbeiter der 1948 von seinem Vater mitbegründeten Kunsthandlung (Marlborough Fine Art) wurde. Der Vater war im September 1939 weiter nach Großbritannien geflohen, wo er als sogenannter „enemy alien“ auf der Isle of Man interniert wurde und sich als Freiwilliger zur britischen Armee meldete. Nach dem Ende des Zweiten Weltkriegs eröffnete er dort er mit einem anderen Wiener Emigranten, Frank Lloyd (vormals Kurt Levai), die Kunsthandelsfirma Marlborough Fine Art. Die Galerie vertrat vor allem die Kunst des 19. und 20. Jahrhunderts wie auch den deutschen Expressionismus und die klassische österreichische Moderne. Henry Moore, Oskar Kokoschka und andere Künstler wurden von Vater und Sohn Fischer betreut.
Von 1972 bis 1995 leitete er die Galerie Fischer Fine Art, 30 King Street, London SW 1. Daneben veröffentlichte er literarische Texte. 1982 nahm er am Ingeborg-Bachmann-Wettbewerb in Klagenfurt teil.
Seit 1995 lebte Fischer wieder in Wien. Er ist Verfasser von zahlreichen, teils noch unpublizierten erzählerischen Werken und Gedichten.
Fischer gründete zusammen mit seinem Freund, dem Kunsthistoriker und Architekten Hans Buchwald, ein Komitee zur Errichtung eines Denkmals für Ausgegrenzte, Emigrierte und Ermordete des Kunsthistorischen Instituts der Universität Wien. Es wurde 2008 vor dem Kunsthistorischen Institut der Universität am Campus im alten AKH enthüllt. Es erinnert namentlich an mehr als 70 Kunsthistoriker und Kunsthistorikerinnen jüdischer Herkunft, die emigrieren mussten beziehungsweise in Konzentrationslagern ermordet wurden.

## Mitgliedschaften und Ehrungen
- Fischer war Präsident des Österreichischen PEN-Clubs von 1998 bis 2001, danach dessen Ehrenpräsident.
- Er erhielt 1959 einen Förderpreis der Stadt Wien für Literatur und 1970 den Schweizer Charles-Veillon-Preis. (Dieser Preis wird jährlich für den besten Roman in einer der drei Landessprachen der Schweiz, deutsch, französisch, italienisch, verliehen).
- 1981 erhielt er das Österreichische Ehrenkreuz für Wissenschaft und Kunst I. Klasse und den Professorentitel h. c. für seine Verdienste für die österreichische Kultur und Kunst (zum Beispiel die erste Schiele-Ausstellung 1964 in London und Erstausstellungen junger österreichischer Künstler wie Hrdlicka, Brauer, Schmalix u. a.).

## Werke
Publiziert
- Wohnungen. Hanser, München 1969. Neudruck: Wien: Löcker 2023.
- Simplex Simplicius. Ein fast historischer teutscher Bilderbogen. Wien: Universal Edition 1970 (Musik von Alexander Goehr).
- Möblierte Zimmer. München: Hanser 1972. Neudruck: Wien Löcker 2023.
- Die Zuckerzwerge aus dem Zwergenzuckerland. Freiburg im Breisgau: Herder 1975 (Bilder von Monika Beisner).
- Gustav Klimt und Emilie Flöge. Wien: Brandstätter 1987.
- Die Mauer. Berlin: Ernst & Sohn 1990 (mit Fotos von Fritz von der Schulenburg).
- Egon Schiele. Köln: Taschen 1994.
- In 80 Jahren um die Welt 1933–2013. Wien: Selbstverlag 2013.
- Aus meinen Schreibstuben in London, Wien und am Grundlsee 1951 bs 2018. Hg. von Evelyn Adunka und Helmuth A. Niederle. edition pen (Band 114) im Löcker Verlag. Wien 2018.
- Tausendjährige Dinge oder in der Ostmark (1940–1945). edition pen (Band 188) im Löcker Verlag, Wien 2022. Mit einem Nachwort von Evelyn Adunka.
- Egon Schiele – Ein Film von John Goldschmidt. Drehbuch von Wolfgang Georg Fischer und John Goldschmidt, ORF/ZDF/BBC TV.
- Die Rückseite der Bilder. Aufgezeichnet von Peter Stephan Jungk. Salzburg/Wien: Müry Salzmann 2022.